# Emanuele Delucchi
Emanuele Delucchi (La Spezia, 18 novembre 1987) è un pianista italiano.

## Biografia
Intraprende lo studio del pianoforte sotto la guida del padre, proseguendo in seguito gli studi con Canzio Bucciarelli, Riccardo Risaliti e Davide Cabassi. Nel 2004 si diploma in pianoforte presso il Conservatorio musicale "Antonio Vivaldi" di Alessandria e nel 2009 ottiene il diploma accademico di secondo livello in pianoforte presso il Conservatorio musicale "Niccolò Paganini" di Genova.
Si distingue in vari concorsi nazionali e internazionali tra cui il Premio Pianistico Internazionale "Stefano Marizza" di Trieste (primo premio nel 2008) e la "Alkan-Zimmerman" International Piano Competition di Atene (primo premio "medaglia d'oro" ex aequo nel 2012). Nel 2014 è selezionato tra i 26 candidati per le fasi finali del 60º Concorso Pianistico Internazionale "Ferruccio Busoni" di Bolzano.
Si esibisce frequentemente in Italia e all'estero sia in veste di solista in recital pianistici sia in formazioni cameristiche e con orchestra. Il suo repertorio abbraccia diverse epoche, dalla musica rinascimentale a quella contemporanea, con particolare attenzione all'approfondimento e alla valorizzazione di autori ancora poco conosciuti dal grande pubblico tra cui spiccano Leopold Godowski e Charles-Valentin Alkan, entrambi caratterizzati da un pianismo innovativo e tecnicamente impegnativo.
Ha eseguito per la prima volta in Italia il Concerto per pianoforte solo di Alkan e sua è la prima esecuzione integrale dal vivo in epoca moderna dell'op. 856 di Czerny.
Ha pubblicato album discografici con varie etichette tra cui Toccata Classics, Piano Classics (etichetta di Brilliant Classics), Da Vinci Classics e Dynamic. Per Piano Classics ha realizzato una delle poche registrazioni esistenti degli Studies on Chopin's Études di Godowski in versione integrale, spesso proposti anche in concerto.
Fa parte dal 2013 del Trio Morgen (insieme a Barbara Costa, soprano e Roberto Miele, cornista), ensemble vocale e strumentale con cui ha pubblicato un album e si è spesso esibito in concerto.
Nel 2020 gli viene conferito a Padova il Premio "Arrigo Boito" come riconoscimento per la sua attività artistica.
Attualmente vive a Milano, insegna pianoforte presso il Conservatorio musicale "Antonio Buzzolla" di Adria e storia della musica presso la Scuola di musica "Cluster" di Milano.
Oltre all'attività di pianista e insegnante svolge quella di compositore.

## Discografia
- 2014 - Charles-Valentin Alkan: The Complete Vianna Da Motta Transcriptions (con Vincenzo Maltempo) (Toccata Classics, TOCC 0237)[22]

- 2015 - Godowsky: Passacaglia, 4 Poems,Transcriptions, Paraphrases (Piano Classics, PCL0096)[23]

- 2016 - Ludwig van Beethoven: 3 Violin Sonatas Op. 30 (con Fabio De Rosa) (Dynamic, CDS7746)[24]

- 2017 - Godowsky: Studies On Chopin Op. 10 (Piano Classics, PCL0122)[8]

- 2018 - J.S. Bach, D'Albert: Piano Transcriptions (Piano Classics, PCL10139)[25]

- 2019 - Godowsky: Studies On Chopin Op.25 (Piano Classics, PCL10182)[9]

- 2020 - Fauré, Hahn, Massenet, Saint-Saëns, Dukas, Berlioz, Bozza: Le Son Du Cor (French Music For Soprano, Horn And Piano) (con Barbara Costa e Roberto Miele del Trio Morgen) (Da Vinci Classics, C00320)[14]

- 2021 - Czerny: Der Pianist Im Klassischen Style Op.856, 48 Preludes & Fugues (Piano Classics, PCL10204)[26]

- 2022 - Suonare Festival (allegato a Suonare News n. 281) (con Riccardo Zamuner) (Suonare Records, SNR 281)[27]

- 2022 - Emanuele Delucchi: Piano Music (Piano Classics, PCL10235)[28]

- 2023 - Sergey Ljapunov: Piano Sonata Op. 27 and Other Piano Works (Da Vinci Classics, C00712)[29]

- 2023 - Stravinsky: Piano Music (Piano Classics, PCL10169)[30]

- 2025 - Nikolai Medtner: Sonata-Ballade Op. 27, Sonata-Idyll Op. 56, Forgotten Melodies Op. 39 (Da Vinci Classics, C00962)[31]